# Princess of Mars
Princess of Mars ist ein US-amerikanischer Science-Fiction-Film aus dem Jahr 2009. Regie führte Mark Atkins, der auch das Drehbuch schrieb. Der Film basiert lose auf dem Roman Die Prinzessin vom Mars von Edgar Rice Burroughs und wurde auch unter dem Titel The Martian Colony Wars und John Carter vom Mars vermarktet.

## Handlung
Der Scharfschütze John Carter wird bei einem Einsatz in Afghanistan durch den Betrug des Söldners Sarka schwer verletzt. Da praktisch keine Chance besteht, dass er überlebt, wird er von der Armee für ein Teletransportationsexperiment zu einem fernen Planeten verwendet, dabei wird sein Körper wiederhergestellt. Auf dem Planeten Barsoom wird er von den fremdartig aussehenden Thark gefangen, kann sich durch sein ehrenhaftes Verhalten und seine Stärke im Kampf aber bald den Respekt des Thark Tars Tarkas gewinnen.
Nachdem er die menschlich aussehende Prinzessin Dejah Thoris gerettet hat, werden beide zum grausamen Herrscher der Tarks gebracht, wo Carter gezwungen wird, gegen Tars zu kämpfen, den er bereits als Freund ansieht. Doch es gelingt ihm, den Herrscher der Tarks in den Ring zu zwingen, wo dieser von Tars getötet wird, der nun die Herrschaft übernimmt. Inzwischen versucht Sarka, der insgeheim mit Carter auf den Planeten gekommen ist, durch List und Betrug das Herz der Prinzessin und die Herrschaft über den Planeten zu übernehmen. Doch Carter vereitelt seine Pläne. Im Moment des Triumphs wird er auf die Erde zurücktransportiert, wo er nun auf eine Chance wartet, zur Prinzessin zurückzukehren.

## Produktion
Die Dreharbeiten fanden hauptsächlich in Vasquez Rocks in der Nähe von Los Angeles statt. Der Film kam in Deutschland nicht in die Kinos und wurde direkt am 29. April 2010 auf DVD veröffentlicht.

## Rezeption
Die Rezeption des Films war weitgehend negativ, er findet unter Trash- und B-Movie-Fans dennoch eine Klientel.
Rotten Tomatoes gibt an, dass nur 10 % der Zuschauer den Film positiv bewerteten.
Der Filmdienst meint Princess of Mars sei ein „billiges, schlicht-albernes Science-Fiction-Abenteuer […] das sich vage an Motiven aus Avatar“ orientiere.
Die Redaktion von Cinema bezeichnete den Film als „Konzeptloses C-Movie“.

## Synchronisation
Die deutsche Synchronisation entstand bei der Stutt i/O Synchron in Stuttgart, für die Dialogregie und das deutsche Dialogbuch war Simon Mora verantwortlich.
| Rolle         | Darsteller         | Sprecher          |
| ------------- | ------------------ | ----------------- |
| John Carter   | Antonio Sabato Jr. | Gabriel Kemmether |
| Dejah Thoris  | Tracy Lords        | Ulla Wagener      |
| Cornwell Sams | Tomas Boykin       | Matthias Kupfer   |
| Kantos Kan    | Matt Lagan         | Horst Kiss        |
| Tars Tarkas   | Matt Lagan         | Nikolas Gerdell   |